# コンラ
| エウェル | エウェル | エウェル | エウェル | エウェル | エウェル |  |  | クー・ フーリン | クー・ フーリン | クー・ フーリン | クー・ フーリン | クー・ フーリン | クー・ フーリン |  |  | アイフェ | アイフェ | アイフェ | アイフェ | アイフェ | アイフェ |
| エウェル | エウェル | エウェル | エウェル | エウェル | エウェル |  |  | クー・ フーリン | クー・ フーリン | クー・ フーリン | クー・ フーリン | クー・ フーリン | クー・ フーリン |  |  | アイフェ | アイフェ | アイフェ | アイフェ | アイフェ | アイフェ |
|          |          |          |          |          |          |  |  |                 |                 |                 |                 |                 |                 |  |  |          |          |          |          |          |          |
|          |          |          |          |          |          |  |  |                 |                 |                 |                 | コンラ          |                 |  |  |          |          |          |          |          |          |

コンラ (Connla) 、あるいはコンラッハ (Conlaoch) はアルスター物語群の説話『アイフェの一人息子の最期』に登場するクー・フーリンとアイフェの間の息子。父親以上の武芸者であったが、クー・フーリンのみが持つ槍ゲイ・ボルグの一撃を受け死亡したとされる。

## 写本の記述
この説は原則として『レカンの黄書』所収の『アイフェの一人息子の最期』最古の版に基づいているが、版や説話間の相違点については都度触れておく。

### 生い立ち

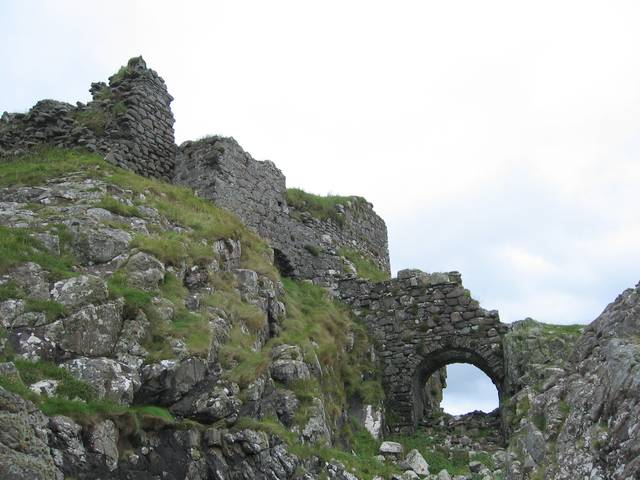
ダンスキー城跡

クー・フーリンは女戦士スカータハに師事するためアイルランドを離れ彼女の下に出向いていた。
説話『エウェルへの求婚』はこれを後に触れるエウェルとの結婚のために彼女の父親からクー・フーリンに出された条件であったとする。
この修業の地でアイフェとクー・フーリンは出会った。
クー・フーリンとアイフェが出会い、子を儲ける事になるこの修業の地について、相異なる記述が残されている。
『レカンの黄書』所収の版は修業の地をレーサであるとしている。
一方、TCD MS 1336所収の『アイフェの一人息子の最期』の版や、『エウェルへの求婚』はアルバ (現代のスコットランド) であるとしている。そのスコットランドに伝わる写本 『ディーン・オブ・リズモアの書』 所収の版ではスカイ島の ダンスキー城であったとされる。またコンラの母親アイフェについても、クー・フーリンの武術の師であるスカータハの肉親であったとも、あるいはスカータハと敵対する別部族の女戦士であったとも伝えられる。
細部はともかくとして、修業を終えたクー・フーリンは身重のアイフェを残してアイルランドへと帰還する事になった。クー・フーリンは金の指輪をアイフェに託し、生まれる男子の指に指輪がぴったりとはまる頃、彼を父親であるクー・フーリンを探しにアイルランドへ旅立たせるよう言い残した。
またこの時生まれてくる息子に対し、「進む道を変えてはならない」「誰にも名乗ってはならない」「いかなる挑戦にも応えねばならない」とも言い渡した。
この3つの命令はゲッシュとよばれる物であり、ゲッシュを課せられた者がこれを破ってしまう事で自身の破滅を招き、またその逆にゲッシュを厳格に守ろうとしたために甚だしい不利益を被る、という展開がアイルランドの神話・説話では繰り返される。
この場合においても、この3つのゲッシュが後のコンラとクー・フーリンの父子対決を不可避の物とする。
生まれた男児は幼い頃からスカータハに師事し、並々ならぬ戦闘技術を身に付けることとなった。
ゲイ・ボルグについてはクー・フーリンがアイルランドに持ち帰っていたため教わる事が出来なかったが、これ以外の戦闘技術については全てスカータハに仕込まれた。

### 父子対決
男児が七歳になるころ、残された金の指輪が彼の指にちょうど合うようになってきたため、彼は言いつけ通り小舟に乗りアイルランドへと漕ぎ出した。彼を乗せた小舟がアイルランドへと近づいた頃、アルスターの人々はちょうど足跡の浜と呼ばれる海岸に集まっていた。彼らの目の前で男児はスタッフスリングを使って鳥を撃ち落とした。撃ち落とされた鳥は不思議なことに生きており、男児は鳥を空に放った。彼は再び鳥を撃ち落とし、そして鳥を蘇らせた。年端の行かぬ異郷の子がそのような芸当をやってみせた事がコンホヴァル王を驚かせた。
子供にさえにそのような技術を仕込んだ土地から十分訓練を積んだ丈夫がやってくるような事があってはアルスターは一たまりもない。
そう考えた王は使いをやって彼を追い返すことに決めた。
最初に選ばれたのは口達者が評価されたコネレ・マク・エハハであった。
コネレは男児を懐柔しようと呼びかけたが彼は聞く耳を持たなかった。
次に男児の元に向かったのは「私の命ある限りアルスターの誇りが損なわれることは無い」と宣言したコナル・ケルナハであった。
男児がスリングで石を空へと放り投げると雷鳴がコナルを襲い彼は転倒した。
コナルが起き上がる前に男児は彼を盾の紐で縛り上げてしまった。
(この雷鳴を呼び起こす不思議な技について、『アイフェの一人息子の最期』はその名を説明しない。
しかしセイヤーズは、別の説話においてクー・フーリンが torannchless 〈雷の技〉を使用していることを指摘し、コンラの技はこれと同種の物ではないかと示唆している。)
いよいよクー・フーリンが男児の元へと出向く事となった。
事情に通じていたクー・フーリンの妻エウェルは彼を引き留め、男児は彼とアイフェの間の息子コンラであることを伝え、彼にとっても一人息子であるコンラと対決してはならないと訴えた。
しかしクー・フーリンは男児が自らの子であったとしても、アルスターの誇りのため彼を殺すつもりだと答え、彼女を退けて海岸へと向かいコンラと対峙した。
クー・フーリンは自身の名を明かさねば死ぬこととなると最後通告を行ったが、これも聞き入れられず父子の対決が始まった。
最初は剣で、次は組み打ち (imthrascrad) で戦い、最後には海で互いを溺れさせようとしたが、いずれもコンラが優勢であった。
そこでクー・フーリンはスカータハが彼のみに授けた槍ゲイボルグでコンラをだまし討ちした。
槍を受け、コンラのはらわたは足元にこぼれ落ちた。
虫の息のコンラを連れてクー・フーリンはアルスター人の元に戻り、彼が自らの子であると彼らに紹介した。
コンラは自らがアルスターに参加していれば、5年もあれば敵を全て倒し、その王権は遥かローマにまで届くところであったと惜しみ、アルスター人たちに別れの挨拶を告げた後に事切れた。
彼の墓が建てられた土地はこれに由来して Airbe Rofir (偉大な男の足跡)と名付けられた、と『韻文のディンシェンハス』は伝えている。

### 後日談
後日談についてもやはり諸説がある。
『レカンの黄書』所収の版は、彼のことを記憶にとどめるため、アルスターでは全ての子牛が3日間母牛から引き離されて育てられたとする。
TCD MS 1336 所収の版ではクー・フーリンが自身の息子を殺害した廉で同胞であるアルスター人たちから訴訟を起こされ、コンホヴァル王に賠償金を支払ったとされる。
この写本は主として法文章を集めたものであるため、所収の『アイフェの一人息子の最期』についても、説話その物というより法律論議のための枕を意図したものと考えられる。
『韻文のディンシェンハス』に収められた詩では、息子を我が手で殺したことで怒り心頭に発したクー・フーリンは虐殺を行ったとされるが、詳細については触れられていない。

## 民話
19世紀末、ジェレマイア・カーティンがアイルランド中西部でゲール語の話し手から採取した民話集 "Myths and Folk Tales of Ireland" の中に、コンラを取り扱ったものも収録されている。
フィン・マックールの下に身を寄せていた、呪われた王女ギル・アン・オーグ (Gil an Og) を援助する者として、彼の部下の中から予言に半ば指名される格好でクー・フーリンが選ばれた。紆余曲折の冒険の後彼は成功を収め、ギル・アン・オーグを妻としてアイルランドへと凱旋した。これで収まらないのがアイルランドに残されていたクー・フーリンの妻、アルバのヴィラーゴ (Virago) である。父の顔を知らないまま18歳となったコンラは、嫉妬に狂った母親ヴィラーゴに命じられ父親の殺害を試みる事になる。ヴィラーゴは同時に「いかなる相手にも敗北してはならない」「相手を倒さない限り自らの名前を名乗ってはならない」とコンラに厳命したため、クー・フーリンはコンラが息子であると知ることなく彼と決闘を行うこととなった。事情を知らず挑戦者を容赦なく攻め立てるクー・フーリンに対し、コンラは父親への手加減を続けたまま三日三晩渡り合うほどの武芸者として描かれる。しかし四日目の朝、フィン・マックールの部下の一人でありトラブルメーカーのコナン・マウルが、まだコンラを倒せないクー・フーリンを煽り立てた事によって潮流は変わった。コナンの発言に集中力を乱されたコンラに生じた隙を見逃さず、クー・フーリンは槍で彼の頭を貫き決闘の幕を下ろした。今わの際のコンラからの告白により、息子を手にかけた事を知ったクー・フーリンは狂乱状態に陥る。親指の予言の力により今のクー・フーリンと対面すれば自分たちが一人残らず虐殺されてしまう事を悟ったフィン・マックールは、クー・フーリンをバーラ (Bale) の岸へと追放した。七昼夜狂乱し波と格闘したクー・フーリンは空腹と衰弱によりついに倒れ、その体を波が覆い隠した。

## 再話文学

### 『カーソンの詩』
『カーソンの詩』 ("Carthon: A Poem") はジェイムズ・マクファーソンによる再話。ここではコンラに相当する人物はカーソン (Carthon) という名であり、クー・フーリンに相当する彼の父親はクレサモー (Clessámor) である。マクファーソンの作品群に共通する特徴であるがフィン・マックールに相当する人物であるフィンガルも登場する。 
母モイナ (Moina) と死に別れたカーソンは父親の顔を知らないままバルクルーサ (Balclutha) の地で成長した。コンホールの侵攻によりバルクルーサは陥落するが、カーソン本人は難を逃れた。カーソンはコンホールの子孫への復讐を誓い、コンホールの息子フィンガルの軍勢との戦闘に挑む。カーソンはフィンガルの下で戦っていた父親クレサモーと遭遇し、彼との戦いの中で致命傷を負った。自分が名を残せないままこの世を去る事を嘆くカーソンに対し、フィンガルは敵である彼の死を悼み、彼の詩を語り継ぐ事を誓った。

### 『クー・フーリンの死 (海と戦うクー・フーリン) 』
『クー・フーリンの死』はW.B.イェイツによる再話。イェイツによれば、先に触れた "Myths and Folk Tales of Ireland" に採取された民話を主な下敷きとしている。
表題通り結末でクー・フーリンは死亡するが、後に『海と戦うクー・フーリン』 ("Cuchulain's Fight with the Sea") と改題された際に生死に関する描写が除去されるなど様々な変更がなされた。この節の記述は改題前の『クー・フーリンの死』の描写に基づく。この再話ではクー・フーリンに殺される彼の息子はフィンモール (Finmole) という名であり、母親は『アイフェの一人息子の最期』では別の立場で登場したエウェルである。
長年託っていた夫クー・フーリンからの不遇により、エウェルは悪知恵の働く毒婦へと変貌してしまっていた。彼女は息子フィンモールが成長しクー・フーリンが年老いたことから、復讐の条件が整った事を悟る。エウェルは父親の顔を知らないフィンモールに対し、父子が共に「剣を取った者にしか名を名乗ってはならない」という誓いを立てていることを利用すればクー・フーリンを赤枝騎士団の中から探し出せると教え、彼を殺害するよう命じる。決闘の末クー・フーリンは勝利を収めるが、殺害した相手が息子のフィンモールだったことを知ると心痛に沈み込んでしまった。クー・フーリンの主コンホヴァル王は、クー・フーリンが三日間の沈黙の後に怒号と共に自分たちを虐殺するだろう事を察し、配下のドルイド達に儀式を行わせて幻術を掛け、彼を海と戦うよう仕向けた。王の予想通りクー・フーリンは沈黙の後幻術の中で四日間海と戦い、この世を去った。

## バラッド
カナダのノバスコシア州には"The Sons of North Britain"という5/4拍子のバラッドが伝えられてきた。その歌詞の内容からブリテン諸島にルーツを持ち、コンラとクー・フーリンの説話を下敷きとしたものだと考えられている。
この歌ではコンラに相当する父親に殺される息子は二人の兄弟となっており、姓はマンロー (Munroe) とされる。7年前、スコットランドに置き去りにされた兄弟は両親を探していたが、偶然遭遇した父親に胸を撃ち抜かれてしまった。辛うじて息のあった兄の言葉から父親は彼らが自分の息子であったことを知る。兄は最後に、母親がもしまだ生きているのなら彼女を苦しめないよう自分たちの死は伏せておいてほしいと父親に言い残し、息を引き取った。

### 注
1. ↑  特にキーティング（英語版）の『アイルランド史（英語版）』は「コンラッハはクー・フーリンを圧倒していた」と直接的に記している(Keating 1908, pp. 218–219)。
2. ↑  Letha. 「本土」。アルモリカ (現代のフランスブルターニュ) やラティウム (現代のイタリアラツィオ州) を指して使われた言葉 (eDIL - letha) 。ただし、コンホヴァル王はこの後の場面で、コンラが「島から[アルスターへ]来た」と発言している。
3. ↑  ダブリン大学トリニティ・カレッジ図書館写本 1336。16世紀に筆写されたと見られる(Abbott 1921, p. 355)。基本的には説話ではなくブレホン法に関する法文章を集めた写本である。MS H 3.17と書架番号で呼ばれることも。
4. ↑  16世紀前半に編纂。似た名のBook of Lismoreとは別の写本。
5. ↑  彼女その人の詳細については該当項目に譲る (→アイフェ) 。
6. ↑  『レカンの黄書』所収の版にならいここでは指輪としたが、これについても諸説があり、TCD MS 1336の版では金の腕輪とされる。またキーティングによれば金の鎖であるとするものもあったようだ(Keating 1908, pp. 218–219)。
7. ↑  この一連の出来事は、『クーリーの牛捕り』によればクーフーリンがフェルディアと戦う以前の事であったとされる。
8. ↑  Tracht Eisi. この名はクー・フーリンと男児の組み打ちの場面において、男児の足が石柱に足首までめり込みその足跡が残ったことが由来であると後から説明される。
9. ↑  『レカンの黄書』の版ではこの時の王の所在について明示されていないが、キーティングの『アイルランド史』に従うなら王は他の貴族たちと共に足跡の浜に集まっていた(Keating 1908, pp. 218–219)、つまり現場に居合わせていたという事になる。
10. ↑  Condere とコナルが失敗したこの箇所に相当する部分で、TCD MS 1336 所収の版では ムンレウァル (Munremar) と ドゥフタハ が男児に捕縛されている。
11. ↑  「クー・フリンは出陣し、雷鳴とどろく武芸(torannchless)によって百人を倒し、二百人を倒し、三百人を倒し、四百人を倒した後……」カーソン/楮木による翻訳(pp.151f)
12. ↑  理由については説明されない。
13. ↑  『レカンの黄書』の版でコンラという名前に触れられるのはここが初めてとなる。
14. ↑  ディンシェンハスの説明するこうした地名の語源は現代では民間語源であると見なされており、それどころかこうした俗説が実際に当時流布していたのかどうかさえ疑問視されている点には注意を要する。
15. ↑  ラウス県ダンドークあたりの海岸。